# Симультанна історія
Симультанна історія  ― філософсько-історична концепція атемпоральної природи світових подій та явищ. У рамках С. і. стверджується, що всі світові події та явища відбуваються в єдиному симультанному (позачасовому) вимірі. 
В основі С. і. лежить доктрина посибілізму ― вчення про можливе, стрімкий розвиток якої обумовлений загальною зміною гуманітарної парадигми у 20 ст., перенесенням акцентів на питання, пов’язані з онтологією можливого, потенційного, ймовірного, віртуального та абстрактного. 
Поняття «можливість» у С. і. розглядається не лише в рамках функціонально-семантичних категорій (алетичні модальності), але і як поняття, референтом якого виступають фізичні явища (хвиля, хвильовий пакет). Відтак, згідно з С. і., будь-який фізичний об'єкт має корпускулярно-хвильову природу і може бути описаний як у термінах актуалізованого (феноменального, існуючого), так і в термінах неактуалізованого (ноуменального, неіснуючого, «лише-наявного»). Поділ можливостей на дві категорії ― актуалізовані (існуючі) та неактуалізовані (неіснуючі) ― є умовним, оскільки існування у рамках С. і. розглядається не в традиційному значенні як аспект буття (сущого), а лише як вказівний термін, подібний до означень «присутній», «тут», «зараз», яким позначають кількість інформації, одержуваної про об'єкт. Тобто будь-який об'єкт завжди даний (існує) у нашому сприйнятті лише частково ― однією або кількома своїми можливостями (частинами, гранями), коли всі інші його можливості (частини, грані) приховані від нашого сприйняття (є лише-наявними). 
Головним онтологічним поняттям С. і. є «потенційоване буття» ― буття потенцій, можливостей. С. і. розглядає буття та небуття (в їх традиційному тлумаченні) як складові потенційованого буття. Тобто будь-який об'єкт може не існувати і, разом з тим, наявнішати. У потенційованому бутті у формі таких наявних можливостей перебуває все і в усіх сенсах (т. зв. світ plenum formarum). Це зближує С. і. з ученням Платона про форми, Аристотеля про «суще в можливості», І. Канта про «річ у собі», А. Шопенгауера про «волю» як підоснову буття та А. Мейнонга про «поза-буття» (нім. Außersein). 
Потенційоване буття С. і. неможливо схарактеризувати у термінах часу та причини. Головними рисами такого буття є його симультанність (безчасовість) та фрактальність ― поєднання функціональної залежності з симетрією.
Відповідно, у проєкції С. і. на історію, час розглядається не як об'єктивна форма руху історичних феноменів, а лише як один з можливих способів описання цих феноменів. У цьому розумінні, всі історичні хронології та періодизації розглядаються в С. і. як цілковито умовні схеми, такі, що їх дослідник накладає на історичні феномени, керуючись при цьому суб'єктивними міркуваннями. За допомогою таких хронологій і періодизацій дослідник, отже, вивчає не самі історичні феномени, а лише самого себе, властивості свого розуму. Відтак, слід розрізняти сам історичний феномен та його інтерпретації (подія-якою-вона-була versus «літописні» версії цієї подій), беручи до уваги те, що будь-яка «літописна» версія завжди створює (активує) особливий контекст, в якому ця версія є єдиноправильною (подібно до того, як будь-яке твердження створює контекст, з точки зору якого це твердження є правдивим). Згідно з С. і., до суб'єктивних міркувань належать всі установки та інтенції дослідника; найбільш впливовими серед них є ідея розвитку (розвиток) та пов'язана з нею ідея прогресу. Саме ці установки привели до появи в історичній науці таких понять, як «закони та закономірності історичного розвитку», «етапи історичного розвитку», «суспільно-економічна формація»,  «віховий час», «колесо історії» та ін., на основі яких вибудовано більшість доктрин і концепцій філософії історії, та склалися уявлення про історію, як про розгортання певного смислу (т. зв. історицизм), що його можна опанувати, а відтак спроектувати на майбутнє. 
З погляду С. і., ці установки та інтенції породили і відповідну термінологію, зокрема «примітивний» vs «досконалий» «стародавній» vs «новітній», в рамках яких все «нове» сприймається як «досконаліше». Крім того, вони призвели до проблеми т. зв. «історичних фантазмів» (термін С. і.), тобто таких псевдоназв (і псевдоконтекстів) історичних феноменів, які не мають нічого спільного із самими історичними феноменами, і викликані або хронологічними інтенціями дослідника (напр., «Стародавній Єгипет» vs Та―кемет, «Візантія» vs Басилея романська (βασιλεία τῶν Ρωμαίων), «Стародавній Китай» vs Чжунго, «первісне суспільство» vs «інакше суспільство»), або його ідеологічними установками, напр., «Священна Римська імперія», «Велика Жовтнева соціалістична революція». Проблема таких «універсалій» полягає не лише в невиправданих термінологічних підмінах, а й у провокативній природі самих фантазмів, які стимулюють дослідника (навіть при «об'єктивному» підході ― від конкретного до загального) на пошук та групування саме тих історичних феноменів, які вкладаються в рамки цих фантазмів, схиляють його до пошуків відповідних «причин» і «наслідків», утверджуючи його в думці про причинність як про єдиний тип зв'язку між історичними феноменами.
У рамках С. і. запропоновано новий підхід до розгляду історичних феноменів. Центральним поняттям С. і. як концепції філософії історії є поняття «хоріон» (з давньогр. ― «країна», «місцевість», «відтинок простору», «проміжок часу»), запозичене з теорії геосистем, згідно з якою (1) світ створюють складні об'єкти, що мають один і той самий концентричний план будови, подібний до архітектоніки нашої планети; (2) це «матеріальні, матеріально-ідеальні та ідеально-матеріальні утворення, функцію ядра яких виконує одне матеріальне або ідеальне начало (тіло, розсип, поле, хвиля, полум’я, знак або ідея)» (О. Ретеюм). У С. і. термін «хоріон» використано для опису сукупності подій, що викликана одним ідеальним або матеріальним началом. Таким началом (ядром) у С. і. виступає будь-яка можливість, актуалізована у формі ідеї, архетипу або певного об’єкта, а також будь-яка неактуалізована можливість ― «те, що могло б бути, але не стало» (оскільки в соціальному вимірі неактуалізовані можливості розглядаються як не менш впливові й значимі, ніж актуалізовані). Оболонку хоріону складають численні прояви (еманації) його ядра. Напр., в основі культу влади (сили), що її розуміють як підпорядкування волі одних ― волі інших, лежить один і той самий образ харизми. Влада-як-харизма складає єдиний мезохоріон, до складу якого входять хоріони і мікрохоріони, що відповідають різним типам прояву влади. Ядром мезохоріону «влада-як-харизма» є космогонічний міф ― міф про встановлення порядку з хаосу, зафіксований у всіх відомих міфологіях світу. Загалом, згідно з С. і., людство підпорядковане одному мегахоріону агресії. До його складу входять два макрохоріони: агресії біологічної та агресії соціальної. До першого належить вся сукупність подій, речей і явищ, пов'язана із «зняттям» біологічної агресії, під чим розуміється типи господарської діяльності. До другого макрохоріону належать події, речі та явища, що пов'язані із творенням ситуацій, які б розряджали соціальну агресію ― соціальні інституції, релігійні, політичні та філософські теорії тощо. 
Відмітними рисами моделі історії, пропонованої в рамках концепції С. і., є, отже, симультанна (позачасова) природа історії, своєрідна всеприсутність і переконаність в тому, що вся історія відбувається з нами тут і нині, адже минуле не буває мертвим, воно завжди живе в теперішньому. На думку дослідників, С. і. ― «це оптимістична онтологія, яка цікавиться живим буттям, маніфестує, що все, що існувало в історії насправді є вічним» (О. Кулик). 

Джерела
Аристотель. Метафизика. ― У кн.: Аристотель. Собр. соч. в 4-х т. ― Т. 1. ― М.: Мысль, 1975.
Кант, І. Критика чистого розуму. ― К.: Юніверс, 2000.
Кулик, О. В. Філософія: навч. пос. для вищих навч. закл. ― Дніпропетровськ: Монолит, 2013.  
Кулик, О. В. Філософія історії Юрія Олійника // Науково―теоретичний та громадсько―політичний альманах «Грані». ― 2011. ― № 1. 
Олійник, Ю. М. Інферналії. ― К.: Задруга, 2000. 
Олійник, Ю. М. Симультанна історія (спроба побудови статичної моделі історії) // Всесвіт. ― 1994. ― № 5―6.
Олійник, Ю. М. Симультанність історії і позачасовість поезії // Колоквіум―94. Літературний альманах. ― К.: Goethe Institut, 1995. 
Платон. Тимей. ― У кн.: Платон. Собр. соч. в 3―х т. ― Т. 3. ― М.: Мысль, 1994.
Ретеюм, А. Ю. Земные миры. ― М.: Наука, 1988.
Шопенгауер, А. Мир как воля и представление. ― Собр. соч. в 5―ти т. ― Т. 1. ― М.: «Московский клуб», 1992. 
Юрий Олейник. Симультанность и Симультанная история. ― Е―ресурс: www.academia.edu 
Юрій Олійник. Як визначити те, що існує і не існує водночас? (Деякі міркування щодо онтології можливого). ― Е―ресурс: www.tureligious.com.ua [Архівовано 10 жовтня 2018 у Wayback Machine.]; www.ukrcenter.com 
Юрій Олійник. Чи були ми ембріонами? (До проблеми Я-ідентичності). ― Е―ресурс: www.tureligious.com.ua; www.ukrcenter.com 
Юрій Олійник. Що виразніший князь, то невиразніший я. (Про деякі особливості психології сприйняття). ― Е―ресурс: www.tureligious.com.ua; www.ukrcenter.com 
Menzel, C. Classical Possibilism and Lewisian Possibilism // Actualism // Stanford Encyclopedia of Philosophy. ― Е―ресурс: www.plato.stanford.edu 
Lewis, D. K. On the Plurality of Worlds. ― New York: Basil Blackwell, 1986. 
Meinong, А. The Theory of Objects. ― У кн.: Realism and the Background of Phenomenology. ―Atascadero, CA: Ridgeview, 1981.